# یوسف ابودره
یوسف ابودره (عربی: يوسف سعيد صالح أبو درة الجرادات؛ زاده: ۱۹۰۰ – درگذشته: ۳۰ سپتامبر ۱۹۳۹) از قبیله جرادات در فلسطین شناخته شده و یکی از رهبران انقلاب بزرگ فلسطین در سالهای ۱۹۳۶ – ۱۹۳۹ بود.

## زندگی‌نامه
یوسف ابودره در روستای سیله حارثیه بخش جنین متولد شد و تحصیلات ابتدایی خود را در مدرسه در همان‌جا به پایان رساند و برای مدتی در کشاورزی کار می‌کرد اما مجبور شد به هیفا سفر کند و در راه‌آهن کار کند.

## فعالیت‌ها
وی آشنایی با شیخ عزد الدین القسام داشت و او را قبول داشت و به گروه وی پیوست. وی در جنگ احراج که منجر به کشته شدن عزت الدین القسام شد از بندری که نیروهای بریتانیا اطراف آن را محاصره کرده بودند فرار کرد و پس از آن خود را از چشم دیگران مخفی کرد و هنگامی که انقلاب بزرگ فلسطین در سال ۱۹۳۶ آغاز شد، ابودره تحت رهبری شیخ عطیه احمد عوض، فرمانده منطقه جنین شد، سپس او با دوستان رزمنده‌اش اقدام به حمله به مستعمره‌های بریتانیایی بین جنین و حیفا کرد.
هنگامی که شیخ عطیه در نبرد یامون کشته شد، ابودره فرماندهی نبرد را بعهده گرفت جانشین شیخ عطیه در منطقه شد که در آن انقلابیون پیروزی را به دست آوردند و سپس جزو ۵ فرماندهی شد که رهبری منطقه انقلاب فلسطین را هدایت می‌کردند.